# キ102 (航空機)
キ102
襲撃機型のキ102乙
- 用途：襲撃機・戦闘機
- 設計者：土井武夫、根本毅
- 製造者：川崎航空機
- 運用者： 大日本帝国（日本陸軍）
- 初飛行：1944年3月
- 生産数：215機
- 生産開始：1944年7月
- 退役：1945年8月

キ102は、第二次世界大戦時の大日本帝国陸軍の襲撃機・戦闘機。非公式通称として四式襲撃機、五式複座戦闘機、五式双発襲撃機などが伝えられているが、公文書上に記録が残るのが五式双であることから、冠称年式は五式だった可能性が高い。連合軍のコードネームはRandy（ランディ）。開発・製造は川崎航空機。設計主務者は土井武夫、根本毅。
甲型・乙型・丙型の3タイプがあり、それぞれ高高度戦闘機、襲撃機、夜間戦闘機として開発された。

## 開発
1943年（昭和18年）4月に陸軍は、キ45改（二式複座戦闘機「屠龍」）の性能向上型のキ96を試作中の川崎航空機に対して、キ96をベースとした複座の襲撃機の開発を指示した。これがキ102で、同年6月には同じ機体を高高度戦闘機として開発することも指示された。この時に高高度戦闘機型はキ102甲、襲撃機型はキ102乙の試作名称（キ番号）が名付けられた。
川崎では土井武夫技師を設計主務者として設計を開始、1944年（昭和19年）1月に乙型の設計を終え1号機は1944年3月に完成した。甲型は1944年1月に設計開始、同年4月に設計を終了した。6月には搭載エンジンである排気タービン付のハ112-IIルが完成したため、これを増加試作機に搭載して甲型の原型機としてテストを開始した。なお、試作1～3号機は当初の予定では乙型の原型機であったが、甲型の審査を急ぐために甲型の原型機として審査が行なわれた。

## キ102乙
襲撃機型（キ102乙）は1944年3月に試作1号機が完成し、試作機3機増加試作機20機が製作され、1944年7月には基本審査が終了し、川崎の明石工場で量産が開始された。本機は基本的にはキ96と同一の機体を複座化したものだったが、エンジンナセルなどがスリムに洗練されたものになっていた。
武装は強力で、機首に57mm機関砲（ホ401）を装備した他、機銃には20mm機関砲（ホ5・二式二十粍固定機関砲）2門と12.7mm旋回機関砲（ホ103・一式十二・七粍固定機関砲）1門を装備し、爆弾は500kgまで搭載できた。基本性能は概ね良好だったが、部隊配備後、離陸滑走時に方向安定不良になることが指摘された。これについては、尾輪柱を100mm延長することで応急的に対処した。本格的な対処としては胴体を延長することが計画されていたが、終戦まで実施されなかった。
本機は制式名称こそ付けられなかったが相当数が襲撃機として第一線の飛行戦隊などの実戦部隊に配備された。だがこれらの部隊では上級司令部の命令により本土決戦に備え機体を温存していたため、一部が実戦に参加した以外は使用されなかった。これらの部隊の中では、本機を四式襲撃機と呼称していた部隊もあった。また、1945年（昭和20年）6月頃からは、一向に実用化の目処がたたない甲型を補う形で、重武装を生かした防空戦闘機として使用された。戦闘機として使用された機体は甲型も含めて、通称五式複座戦闘機と呼称されることもあり、機体を漆黒に塗装し夜間戦闘機として用いられた機体も存在した。終戦までに乙型は試作機、増加試作機を除き215機生産されたが、この中にはキ102甲とキ108に改造された機体も含まれている。
第6航空軍参謀を務めた倉澤清忠のメモには、本機が「特攻機として使用された飛行機」としてあげられているとの情報がある。

## キ102甲
高高度戦闘機型（キ102甲）は1944年6月に試作1号機が完成し、のちに排気タービン付の機体1機、排気タービン無しの機体3機をもって実用審査が行なわれた。11月には緊急増産命令が陸軍より出されたため、川崎では明石工場で生産された乙型を岐阜工場で甲型に改造することで対処し、終戦までに25機の改造を行なった。
本機は乙型とほぼ同一の機体で、主な相違点はエンジンに排気タービンが装着されていることと、機首の57mm機関砲が37mm機関砲（ホ204）になっていることであった。陸軍航空審査部で審査中にB-29の邀撃に参加し成果をあげたこともあったが、排気タービンの作動不良が原因で満足な活動はできなかった。25機の生産機の内、陸軍に納入されたのは15機で、残りの10機は排気タービンの不調で納入不可になっていた。

## キ102丙
1944年11月には、高高度夜間戦闘機としてキ102の夜間戦闘機型の開発が命じられた。これがキ102丙で、戦訓から本格的な夜間戦闘機として必要な電探や上向き砲を装備した他、キ102甲・乙の機体を大幅に改修し飛行性能を向上させたものを計画した。
キャノピーを操縦士一名の単座にして、通信士は主翼後縁よりも後ろの胴体内に配し小さな水滴風防と胴体側面に窓をあけて視界を得るようにし、一見単座機と見違う外見をしていた。そのため、甲型、乙型とは一見別機種のようにも見える外観だった。1944年末から2機の試作が開始されたが、1号機の完成直前の1945年6月末に空襲により破損し修理中に終戦を迎えた。

## 諸元
| 試作名称     | キ102乙                                                                                  | キ102甲                                                                                  | キ102丙（計画値）                  |
| 機種用途     | 襲撃機                                                                                   | 高高度戦闘機                                                                             | 夜間戦闘機                         |
| 型式         | 双発・複座・中翼・単葉・引込脚                                                           | ←                                                                                        | ←                                  |
| 乗員         | 2名                                                                                      | ←                                                                                        | ←                                  |
| 全長         | 11.45 m                                                                                  | ←                                                                                        | 13.05 m                            |
| 全幅         | 15.57 m                                                                                  | ←                                                                                        | 17.25 m                            |
| 全高         | 3.70 m                                                                                   | ←                                                                                        | ←                                  |
| 主翼面積     | 34.00 m2                                                                                 | ←                                                                                        | 40.00 m2                           |
| 全備重量     | 7,300 kg                                                                                 | 7,150 kg                                                                                 | 7,600 kg                           |
| 発動機       | 空冷複列星型14気筒 ハ112-II （離昇1,400馬力）×2                                          | 空冷複列星型14気筒 ハ112-IIル 排気タービン装備（離昇1,400馬力）×2                        | ←                                  |
| プロペラ     | ハミルトン定速3翅 ぺ26（住友のライセンス生産） 直径3.00 m                                | ←                                                                                        | ←                                  |
| 最大速度     | 580 km/h（高度6,000 m）                                                                  | 610 km/h（高度10,000 m）                                                                 | 600 km/h（高度10,000 m）           |
| 実用上昇限度 | 10,000 m                                                                                 | 12,000 m                                                                                 | 13,500 m                           |
| 上昇力       | 5,000 m まで6分54秒                                                                      | 5,000 m まで7分30秒                                                                      | 10,000 m まで18分00秒              |
| 航続距離     | 2,000 km                                                                                 | ←                                                                                        | 2,200 km                           |
| 武装         | ホ401 57mm機関砲×1（16発） ホ5 20mm機関砲×2（各200発） ホ103 12.7mm旋回機関砲×1（200発） | ホ204 37mm機関砲×1（35発） ホ5 20mm機関砲×2（各200発） ホ103 12.7mm旋回機関砲×1（200発） | ホ155-II 30mm機関砲×2 20mm機関砲×2 |
| 爆装         | 50kg爆弾×4、又は250kg爆弾×2                                                              | 50kg爆弾×4、又は800kg爆弾×1、 又はタ弾×4                                                 | —                                  |
| 生産数       | 215機 （内25機はキ102甲、2機はキ108に改造）                                              | 25機                                                                                     | 試作2機（完成せず）                |

## 登場作品
『艦隊これくしょん -艦これ-』
「キ102乙」「キ102乙改＋イ号一型乙 誘導弾」の名称で登場。後者はイ号一型乙無線誘導弾を装備する。
『WarThunder』
キ102乙が日本ツリーに実装されている。